# 공량

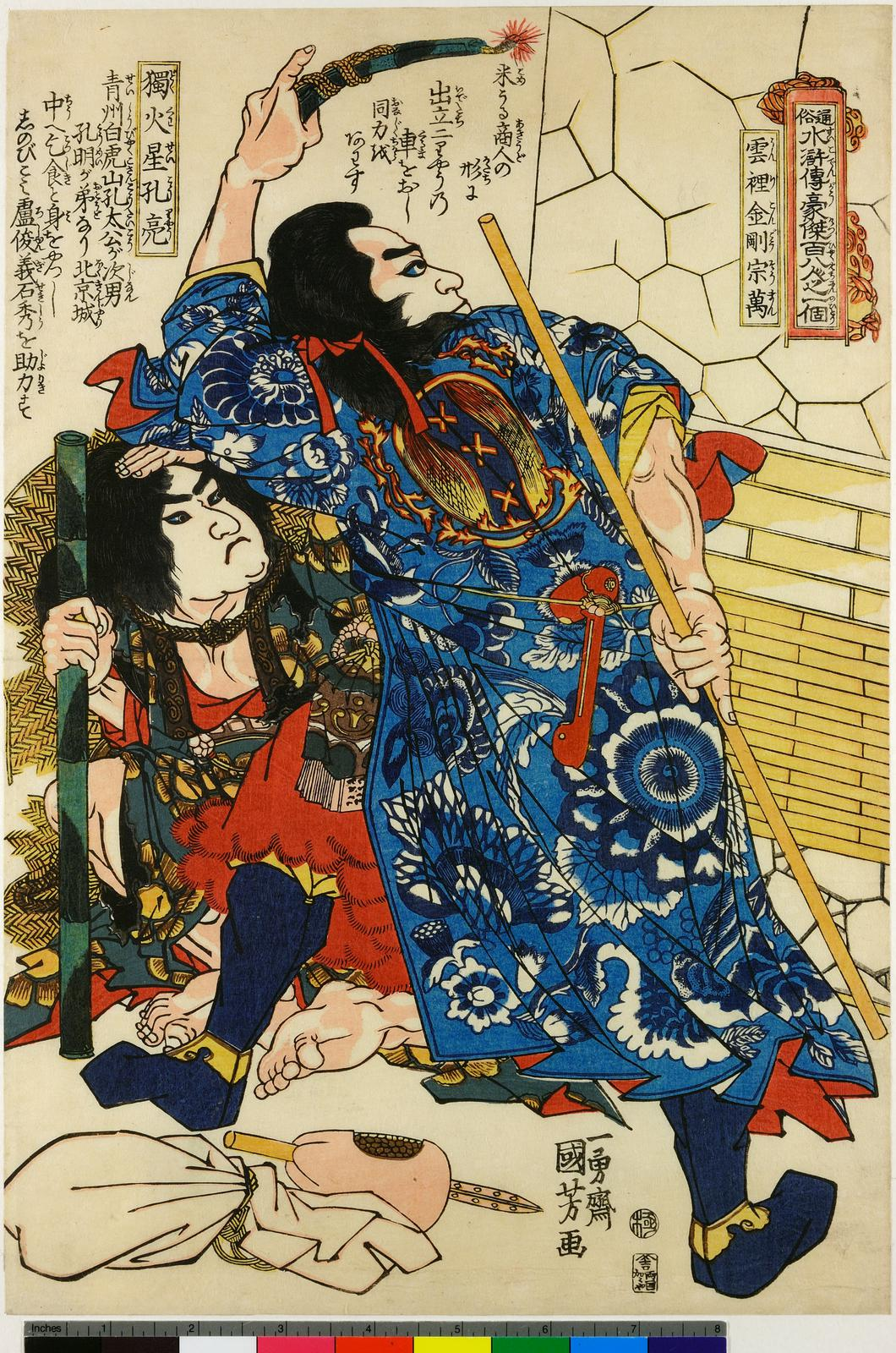

공량(孔亮)은 중국의 사대기서(四大奇書) 중 하나인 《수호전》(水滸傳)에 등장하는 인물로, 108성 중 63위이자 지살성(地煞星)의 지광성(地狂星)에 해당한다. 별호는 독화성(獨火星)으로 불길한 의미를 지닌 화성과 형 공명보다 성질이 급한 데서 유래.
일본의 중국 문학자인 다카시마 토시오는 책 '수호전 인물사전'에서 "공명, 공량의 이름은 분명히 제갈량 공명을 따랐지만 이 둘은 지모가 조금도 보이지 않는 촌뜨기다. 무슨 생각으로 이런 이름을 지었느냐"고 말했다.

## 생애
청주 백호산 자락에 사는 부잣집 아들이자 싸움꾼으로 형 공명과 함께 졸개를 거느리고 동네에서 날뛰고 다녔다. 살인으로 도망치던 송강을 숨기고 공명과 함께 송강에게서 봉술을 배웠다. 어느 날 술집에서 난동을 부리는 행자의 모습을 한 덩치 큰 남자와 실랑이를 벌이다가 크게 다친 데다 계곡에 떨어져 그대로 자신의 저택으로 달아났다. 그 일을 형인 공명에게 말하고 보복하기 위해 공명과 함께 졸개를 데리고 그 덩치 큰 남자를 찾으러 갔다. 그리고 공명이 그 덩치 큰 남자가 술에 취해 강에 빠져 있던 것을 발견하고 끌어 올려 그대로 자신의 저택으로 연행한다. 그러나 송강에 의해 그 덩치 큰 남자는 호랑이를 맨손으로 때려 죽인 무송임을 알게 되자 황급히 밧줄을 풀고 사죄하고 그를 극진히 받들었다. 그리고 이룡산으로 향하는 무송과 청풍채로 향하는 송강과 이별을 아쉬워하며 배웅했다.
그 후 아버지가 돌아가시고 형과 함께 탐욕스러운 부자와 다투다가 그 부자 집안을 몰살하고 말았으므로 부득이 가족과 졸개를 데리고 백호산에 들어가 산적질을 생업으로 삼는다. 그러나 몇 년 뒤 청주성 안에 살던 숙부(공빈)가 산적의 친척이라는 이유로 청주지사 모용언달에게 붙잡혔다는 것을 알게 되자 곧바로 공명과 함께 숙부를 구하기 위해 졸개를 거느리고 청주성을 습격하지만, 도화산과 이룡산 산적 토벌을 하던 호연작이 소식을 듣고 되돌아와 공명이 호연작에 사로잡히고 말지만 자신은 백호산으로 간신히 달아난다. 이후 도화산과 이룡산과 협력하고, 여기에 양산박도 가세하여 청주성을 공격하여 호연작을 사로잡았으며, 진명이 모용언달의 청주성을 함락시키고 공명과 숙부를 구출하여 그대로 공명과 함께 양산박에 가담한다.
양산박에 입산 후에는 공명과 함께 중군을 호위하는 보병군 효장에 임명된다. 이후에도 공명과 함께 행동하여 북경 대명부 공격, 증두시 공격, 동평부 공격 등 많은 전투에 가담한다. 양산박이 조정에 귀순한 후에도 공명과 함께 행동하여 요나라전과 전호, 왕경토벌에 참전하나 방랍토벌때에 소주를 공격하러 곤산으로 가던 중 배에서 떨어져 익사하였다.